# Setodes fluviovivens
Setodes fluviovivens är en nattsländeart som beskrevs av Wolfram Mey 1989. Setodes fluviovivens ingår i släktet Setodes och familjen långhornssländor. Inga underarter finns listade i Catalogue of Life.